# 高・低文脈文化
高・低文脈文化（こうてい ぶんみゃく ぶんか）とは、高文脈文化（英: high-context cultures）と低文脈文化（英: low-context cultures）をまとめて呼ぶ際の用語。「ハイコンテクスト文化」および「ローコンテクスト文化」、「高コンテクスト文化」および「低コンテクスト文化」などと呼ぶこともある。
なお、「高」「低」という用語が用いられているが、どちらか一方が他方より優れている、劣っているということを表すものではなく、各言語間やその言語を用いる民族間に何らかの序列を与えるものでもない。コンテクスト（文脈）とは「言語外の情報」のことであり、言語以外の情報の重視度がハイ（高い）ということでは、メッセージを伝達する際に言語以外の要素を重視するということを意味する。逆にメッセージを伝達する際に言語以外の要素を重視しない場合はロー（低い）となる。

## 概要
この概念は、アメリカ合衆国の文化人類学者エドワード・T・ホールが『文化を超えて』（1976年）で世界中の言語コミュニケーションの型を高文脈文化と低文脈文化に分類したことに始まる。
以下に、概念の説明を記すが、後述のように実証済みの事実ではないことに留意されたい。
高文脈文化のコミュニケーションとは、実際に言葉として表現された内容よりも言葉にされていないのに相手に理解される（理解したと思われる）内容のほうが豊かな伝達方式であり、その最極端な言語として日本語をホールは挙げている。一方、低文脈文化のコミュニケーションでは、言葉に表現された内容のみが情報としての意味を持ち、言葉にしていない内容は伝わらないとされる。最極端な言語としてはドイツ語をホールは挙げている。ホール自身は両極端の例として日本語とドイツ語を挙げたが、その他の言語については高低の序列についてを明示していない。
高文脈文化では、より抽象的な表現での会話が可能であるが受け手の誤解などによる情報伝達の齟齬も生じうる。一方、低文脈文化では具象的な表現を行い、会話の文中に全ての情報が入っているため、行間を読む必要もなく、受け手は理解できる。

## 批判
日本を含め、世界的に著名な説であるが、実際のところは実証的な根拠に乏しい。ホールの記した『文化を超えて』は論文の類ではなく軽いエッセーに類する著書であり、実証性を目的とした著作ではない。ホールのこの着眼点は多くの研究者に刺激を与え、1980年代以降にホールの説を検証する実証研究が行われてきたが、内容の正しさを証明したと称する研究はほとんどなく、逆に反証となった研究も多い。例えば、下記のように高文脈文化では沈黙を嫌わないとされているが、高文脈文化とされる日本・韓国と低文脈文化とされるアメリカ・オーストラリアで比較したところ、むしろ、低文脈文化とされるアメリカやオーストラリアの人々の方が沈黙に対して肯定的だった。
また、2008年には南カリフォルニア大学の情報通信技術研究者であるピーター・W・カードン (Peter W. Cardon) がメタアナリシスの手法で高コンテクスト・低コンテクストの実証研究の分析を行ったところ、ホールの当初の主張は支持できないという結果を得たことを学術誌『Journal of Business and Technical Communication』に発表している。

## 比較
高文脈文化と低文脈文化の比較の一例を以下に挙げる。
| 高文脈（ハイコンテクスト）文化                                                      | No. | 低文脈（ローコンテクスト）文化                     |
| ----------------------------------------------------------------------------------- | --- | -------------------------------------------------- |
| 言葉以外に状況や文脈も情報を伝達する。 重要な情報でも言葉に表現されないことがある。 | 1   | 伝達される情報は言葉の中で全て提示される。         |
| 曖昧な言語。非言語コミュニケーションの役割も大きい。                                | 2   | 正確性が必要とされる言語。                         |
| 一般的な共通認識に基づく。                                                          | 3   | 言葉に基づく。                                     |
| 双方の合意に基づいた契約でも状況次第で柔軟に変更される。                            | 4   | 双方の合意に基づいて契約され、変更は容易ではない。 |
| 感情的に意思決定される。                                                            | 5   | 論理的に意思決定される。                           |
| 沈黙は不快ではない。                                                                | 6   | 沈黙はコミュニケーションの途絶として不快。         |
| 身体や経験で技術継承する。                                                          | 7   | 明示できる知識として継承する。                     |

電話をかける場合においても以下の例を挙げる。
- 日本語

「Aさんいらっしゃいますか?」 - 英語に直訳すると "Is Mr. A there?"。
- 英語

"May I speak to Mr. A?" - 日本語に直訳すると「私はAさんと話したいのですが、話せますか。」
日本語の場合、Mr. A の存在確認だけを行っており、その結果、話者は Mr. A と何をしたいのかが表現に入っておらず、聞き手が「電話の主は Mr. A と電話で話したがっている」ということを推測する必要がある。

他方で、英語においても間接的な（文脈に依存した）表現は日常的に用いられている。例えば、相手に何かを依頼するときに、"Can you ~?" や"Could you ~?"といった表現をする。"Can you help me?"と訊かれた時には、字義通りに解釈すれば手伝いが可能かYesかNoで答えるだけでよいわけだが、実際には聞き手は「いま、話し手は手伝いを必要としているのだ」と文脈から推測し、手伝うことを要求されていると解釈する（そして、手伝えるのであれば実際に手伝う）のが一般的である。
このように、低文脈文化とされる文化圏の言語においても間接的な（文脈に依存した）表現は存在しており、単に事例を挙げるだけでは高・低文脈文化の存在を示す確たる証拠とはなり得ない点には注意が必要である。

## 日本における普及
同一言語・同一文化を特徴とする日本では、「言わぬが花」「つうと言えばかあ」などといった言葉が兼ねてより美意識とされており、長く話すことは「巧言令色鮮し仁」として否定的に捉えられていた。文脈文化という概念でそれを捉えれば、それらは高文脈文化の象徴である。しかし、国際化と価値観の多様化が進行している21世紀初頭の国際社会では、それが高文脈文化に依存してきた日本人のコミュニケーション能力が弱さになっていると指摘する向きもいる。
日本の応用言語学者・寺沢拓敬 (1982- ) は、エドワード・T・ホールの指摘はそれ以前からよく言われていた「日本人論」や「日本文化論」と合致するところが多かったため、日本では高・低コンテクスト文化という概念が広く普及したのではないかと考えている。日本文化を愛する人にとっては日本文化のユニークさの証左となり、グローバルコミュニケーションの立場からは日本的コミュニケーションを否定するのに都合がいい理論となっているというのが、寺沢の主張である。